# Grand Prix de Bruxelles

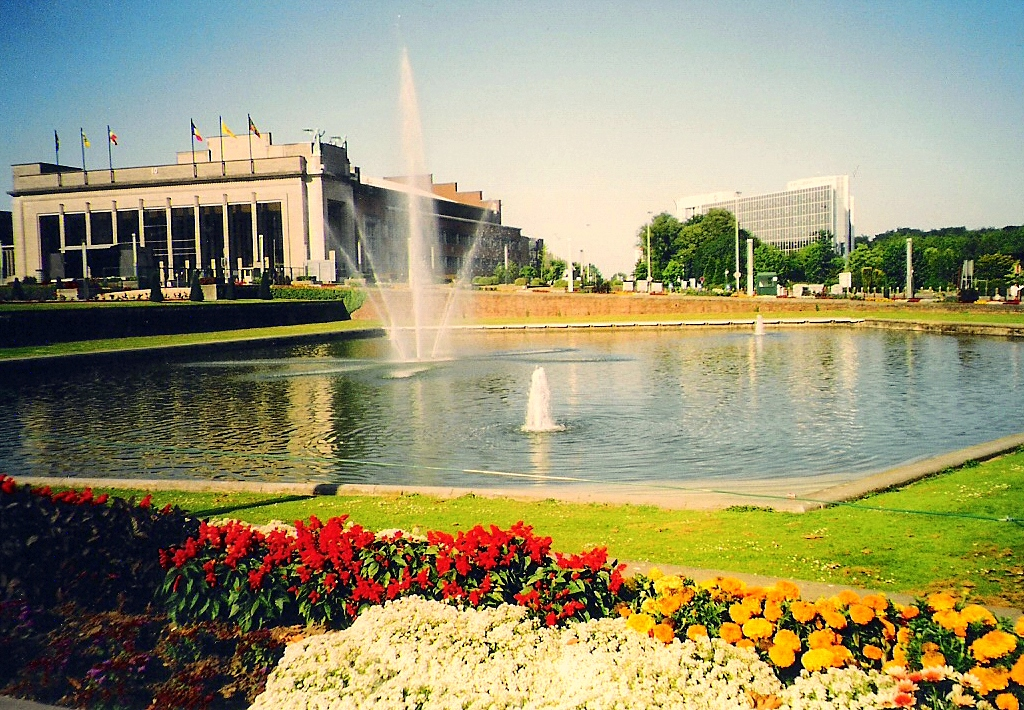
Heyselpark

Der Grand Prix de Bruxelles (deutsch: Großer Preis von Brüssel) war eine Automobilrennsportveranstaltung, die nach dem Zweiten Weltkrieg fünfmal in der belgischen Hauptstadt durchgeführt wurde. Alternativbezeichnungen waren Grand Prix de Vitesse de Bruxelles und Grand Prix Automobile de Bruxelles. 

## Geschichte
Die Großen Preise von Brüssel waren im Laufe der Jahre für unterschiedliche Motorsportklassen ausgeschrieben, darunter 1961 und 1962  für die Formel 1. Die Formel-1-Rennen hatten keinen Weltmeisterschaftsstatus. Bei den Rennstrecken handelte es sich um wechselnde temporäre Kurse im weiteren Stadtgebiet Brüssels, wobei teilweise öffentliche Straßen genutzt wurden. Dazu gehörte die mehrspurige Avenue Leopold III in Schaerbeek. Dreimal wurde das Weltausstellungsgelände am Heyselpark in die Streckenführung einbezogen.
Die Zählung der Rennen ist uneinheitlich. Ein Sportwagenrennen, das am 16. Juni 1946 stattfand, wird teilweise als der erste Große Preis von Brüssel bezeichnet; nach anderen Quellen handelte es sich bei diesem Rennen um eine Ausgabe des Großen Automobilpreises von Belgien.
Nicht alle Großen Preise von Brüssel fanden wie geplant statt. Die für die Formel 3 ausgeschriebenen Rennen der Jahre 1951 und 1963 wurden kurzfristig abgesagt.

## Ergebnisse
| Auflage       | Datum                        | Klasse                       | Strecke                      | Sieger                       | Zweiter                      | Dritter                      | Pole-Position                | Schnellste Rennrunde         |
| ------------- | ---------------------------- | ---------------------------- | ---------------------------- | ---------------------------- | ---------------------------- | ---------------------------- | ---------------------------- | ---------------------------- |
| 1             | 21. Mai 1949                 | Formel 2                     | Avenue Léopold III           | Luigi Villoresi (Ferrari)    | Alexander Todd (Veritas)     | Émile Cornet (Veritas)       | Luigi Villoresi (Ferrari)    | Bill Aston (Cooper)          |
| 1950 und 1951 | Kein Grand Prix de Bruxelles | Kein Grand Prix de Bruxelles | Kein Grand Prix de Bruxelles | Kein Grand Prix de Bruxelles | Kein Grand Prix de Bruxelles | Kein Grand Prix de Bruxelles | Kein Grand Prix de Bruxelles | Kein Grand Prix de Bruxelles |
| 2             | 11. Mai 1952                 | Formel 3                     | Circuit de Bois de la Cambre |                              |                              |                              |                              |                              |
| 1953 bis 1959 | Kein Grand Prix de Bruxelles | Kein Grand Prix de Bruxelles | Kein Grand Prix de Bruxelles | Kein Grand Prix de Bruxelles | Kein Grand Prix de Bruxelles | Kein Grand Prix de Bruxelles | Kein Grand Prix de Bruxelles | Kein Grand Prix de Bruxelles |
| 3             | 10. April 1960               | Formel 2                     | Circuit du Heysel            | Jack Brabham (Cooper)        | Stirling Moss (Porsche)      | Maurice Trintignant (Cooper) | Joakim Bonnier (Porsche)     | Stirling Moss (Porsche)      |
| 4             | 9. April 1961                | Formel 1                     | Circuit du Heysel            | Jack Brabham (Cooper)        | Bruce McLaren (Cooper)       | Tony Marsh (Lotus)           | Joakim Bonnier (Porsche)     | John Surtees (Cooper)        |
| 5             | 1. April 1962                | Formel 1                     | Circuit du Heysel            | Willy Mairesse (Ferrari)     | Joakim Bonnier (Porsche)     | Innes Ireland (Lotus)        | Jim Clark (Lotus)            | Stirling Moss (Lotus)        |